# Exochus tibialis
Exochus tibialis là một loài tò vò trong họ Ichneumonidae.